# Municipio de De Smet
El municipio de De Smet (en inglés: De Smet Township) es un municipio ubicado en el condado de Kingsbury en el estado estadounidense de Dakota del Sur. En el año 2010 tenía una población de 309 habitantes y una densidad poblacional de 1,74 personas por km².

## Geografía
El municipio de De Smet se encuentra ubicado en las coordenadas 44°22′43″N 97°31′26″O / 44.37861, -97.52389. Según la Oficina del Censo de los Estados Unidos, el municipio tiene una superficie total de 177.32 km², de la cual 162,31 km² corresponden a tierra firme y (8,46 %) 15,01 km² es agua.

## Demografía
Según el censo de 2010, había 309 personas residiendo en el municipio de De Smet. La densidad de población era de 1,74 hab./km². De los 309 habitantes, el municipio de De Smet estaba compuesto por el 97,41 % blancos, el 0,65 % eran asiáticos, el 0,97 % eran de otras razas y el 0,97 % eran de una mezcla de razas. Del total de la población el 0 % eran hispanos o latinos de cualquier raza.